# آرژونس-انو-اوبراک
آرژونس-انو-اوبراک (به فرانسوی: Argences en Aubrac) یک کمون در فرانسه است که در آویرون واقع شده‌است. آرژونس-انو-اوبراک ۱۵۱٫۷۸ کیلومتر مربع مساحت دارد.